# Guardiolo Aglianico
Il Guardiolo Aglianico è un vino DOC la cui produzione è consentita nella provincia di Benevento.

## Caratteristiche organolettiche
- colore: rubino più o meno intenso.
- odore: vinoso, gradevole.
- sapore: asciutto, caratteristico, di corpo.

## Produzione
Provincia, stagione, volume in ettolitri
- Benevento  (1995/96)  109,86
- Benevento  (1996/97)  192,46